# Алма-Атинская обувная фабрика «Джетысу»
Алма-Атинская обувная фабрика «Джетысу», производственное обувное объединение Министерства лёгкой промышленности Казахской ССР (ул. Наурызбай батыра, 7Б). Создана была в 1930 году как ичижно-обувная фабрика, на базе которой в разные годы действовали: государственная обувная фабрика имени О. Исаева, обувная фабрика № 1, обувная государственная фирма Джетысу, преобразованная в 1975 году в Обувную фабрику. 
В Джетысу входило головное предприятие и 4 филиала, расположенные в Алма-Ате, Алма-Атинской и Талдыкурганской областях. Выпускала мужскую, женскую и детскую обувь свыше 265 моделей. Объединение было оснащено в 1982 году современным итальянским технологическим оборудованием. В пошивочных цехах действовали высокопроизводительные поточные линии по изготовлению обуви клеевого метода крепления. В 1982 году внедрено 35 мероприятий по новой технике с экономическим эффектом 820 тыс. рублей; 35 % от общего объёма продукции выпускалось с Государственным знаком качества..
В целом, в советское время фабрика входила в число крупнейших предприятий города.
В первой половине 1990-х годов фабрика преобразована в акционерное общество, приватизирована и выведена из государственной собственности, в дальнейшем обанкрочена и ликвидирована. Оборудование, здание и объекты предприятия проданы. С 2009 года в здании фабрики размещается торговый центр «Atrium».